# Liste der Kulturgüter in Hauptwil-Gottshaus
Die Liste der Kulturgüter in Hauptwil-Gottshaus enthält alle Objekte in der Gemeinde Hauptwil-Gottshaus im Kanton Thurgau, die gemäss der Haager Konvention zum Schutz von Kulturgut bei bewaffneten Konflikten, dem Bundesgesetz vom 20. Juni 2014 über den Schutz der Kulturgüter bei bewaffneten Konflikten sowie der Verordnung vom 29. Oktober 2014 über den Schutz der Kulturgüter bei bewaffneten Konflikten unter Schutz stehen.
Objekte der Kategorien A und B sind vollständig in der Liste enthalten, Objekte der Kategorie C fehlen zurzeit (Stand: 1. Januar 2023).

## Kulturgüter
| Foto |                                                                             | Objekt                                           | Kat. | Typ | Standort                                                            | Beschreibung |
| ---- | --------------------------------------------------------------------------- | ------------------------------------------------ | ---- | --- | ------------------------------------------------------------------- | ------------ |
| ja   | Datei hochladen · Wikidata zu Schloss Hauptwil (Q15223322)                  | Schloss Hauptwil KGS-Nr.: 05056                  | A    | G   | Hauptwil, Schloss Hauptwil 1, 1a, 1b 736654 / 260430                |              |
| ja   | Datei hochladen · Wikidata zu Ehemalige Taverne Zur Traube (Q29526749)      | Ehemalige Taverne «Zur Traube» KGS-Nr.: 10241    | A    | G   | Hauptwil, Türmlistrasse 3 736583 / 260448                           |              |
| ja   | Datei hochladen · Wikidata zu Tortürmli (Q29526764)                         | Tortürmli KGS-Nr.: 10243                         | A    | G   | Hauptwil, Türmlistrasse 1.2 736604 / 260418                         |              |
| ja   | Datei hochladen · Wikidata zu Kaufhaus (Q29883002)                          | Kaufhaus KGS-Nr.: 05057                          | B    | G   | Hauptwil, Hauptstrasse 28 736606 / 260272                           |              |
| ja   | Datei hochladen · Wikidata zu Ehemalige Mühle Lauften (Q29882994)           | Ehemalige Mühle Lauften KGS-Nr.: 10994           | B    | G   | Gottshaus, Lauften 3 739611 / 261197                                |              |
| ja   | Datei hochladen · Wikidata zu Ehemaliger Speicher (Q29882999)               | Ehemaliger Speicher KGS-Nr.: 10995               | B    | G   | Hauptwil, Langentannen 4 737277 / 261702                            |              |
| ja   | Datei hochladen · Wikidata zu Wohnhaus Rotes Haus (Q29883007)               | Wohnhaus Rotes Haus KGS-Nr.: 10996               | B    | G   | Hauptwil, Rotfarbstrasse 4 736545 / 260375                          |              |
| ja   | Datei hochladen · Wikidata zu Katholische Kirche St. Pelagiberg (Q29883000) | Katholische Kirche St. Pelagiberg KGS-Nr.: 13725 | B    | G   | Gottshaus, St. Pelagibergstrasse 15.1 740179 / 261350               |              |
| ja   | Datei hochladen · Wikidata zu Wohnhaus Schlössli (Q29883008)                | Wohnhaus Schlössli KGS-Nr.: 13726                | B    | G   | Hauptwil, Kapellenweg 4 736662 / 260270                             |              |
| ja   | Datei hochladen · Wikidata zu Wohnhaus Spittel (Q29883010)                  | Wohnhaus Spittel KGS-Nr.: 13727                  | B    | G   | Hauptwil, Rotfarbstrasse 3 736502 / 260345                          |              |
| ja   | Datei hochladen · Wikidata zu Arbeiterreihenhäuser Kurzbau (Q29882991)      | Arbeiterreihenhäuser Kurzbau KGS-Nr.: 13900      | B    | G   | Hauptwil, Dorfstrasse 10, 10a, 12, 12a / Kanalweg 2 736744 / 260317 |              |
| ja   | Datei hochladen · Wikidata zu Arbeiterreihenhäuser Langbau (Q29882993)      | Arbeiterreihenhäuser Langbau KGS-Nr.: 13901      | B    | G   | Hauptwil, Dorfstrasse 14, 16, 18, 18a, 20 736803 / 260317           |              |
| ja   | Datei hochladen · Wikidata zu Arbeiterreihenhäuser Gelbbau (Q29882989)      | Arbeiterreihenhäuser Gelbbau KGS-Nr.: 13902      | B    | G   | Hauptwil, Hölderlin-Weg 6, 8, 10, 12 736758 / 260291                |              |
| ja   | Datei hochladen · Wikidata zu Ehemalige Seidenweberei Honegger (Q29882996)  | Ehemalige Seidenweberei Honegger KGS-Nr.: 13903  | B    | G   | Hauptwil, Dorfstrasse 6, 8 736682 / 260295                          |              |